# Burbank
Burbank es una ciudad del condado de Los Ángeles en el estado estadounidense de California. En el año 2020 tenía una población de 107,337 habitantes y una densidad poblacional de 2,393.34 personas por km².
Burbank se encuentra en la región oriental del Valle de San Fernando, al norte del centro de la ciudad de Los Ángeles.
Conocida como «Capital Mundial de los Medios», muchos medios y compañías de entretenimiento tienen su sede o tienen importantes instalaciones de producción en Burbank, incluyendo Warner Bros, Walt Disney, NBC Universal, Nickelodeon, DC Entertainment, ABC Network, Cartoon Network, Teletoon, y a una milla se encuentra Universal Studios.
Durante un tiempo era conocida como el «Bello Centro de Burbank» en los programas Laugh-In y el The Tonight Show Starring Johnny Carson. También es la ciudad de nacimiento del director de cine y artista Tim Burton.
Aunque comúnmente se cree que el nombre viene del horticulturista Luther Burbank que vivió una vez en Santa Rosa, California, la ciudad se llama así por David Burbank, un dentista y empresario de Nueva Hampshire.

## Geografía
Burbank, según la Oficina del Censo, la ciudad tiene un área total de 45 km² (17,4 mi²), de la cual 44,9 km² (17,3 mi²) es tierra y 0,1 km² (0 mi²) (0.12%) es agua.

## Demografía
Según la Oficina del Censo en 2000 los ingresos medios por hogar en la localidad eran de $62,347, y los ingresos medios por familia eran $67,767. Los hombres tenían unos ingresos medios de $41,792 frente a los $35,273 para las mujeres. La renta per cápita para la localidad era de $25,713. Alrededor del 10.5% de la población estaban por debajo del umbral de pobreza.

## Educación
El Distrito Escolar Unificado de Burbank gestiona escuelas públicas.

## Ciudades hermanadas
Burbank está afiliada con las siguientes ciudades hermanas:
- Buenos Aires, Argentina
- Gaborone, Botsuana
- Incheon, Corea del Sur
- Ōta, Japón
- Curitiba, Brasil
- Solna, Suecia
- Paterna, España